# Sōichirō Hoshi
Sōichirō Hoshi (jap. 保志 総一朗, Hoshi Sōichirō; * 30. Mai 1972 in Aizuwakamatsu, Japan) ist ein japanischer Synchronsprecher (Seiyū). Er gehört zur Agentur Arts Vision. Er ist unter anderem bekannt durch seine Rollen als Kira Yamato in Gundam Seed und als Son Goku in Saiyuki.

## Sprecherrollen (Auswahl)

### Anime-Serien
1999
- Mugen no Ryvius (Yuki Aiba)

2000
- Argento Soma (Takuto Kaneshiro/Ryu Soma)
- Beyblade (Brooklyn)
- Saiyuki (Son Goku)

2001
- Angelic Layer (Ohjiro Mihara)
- RAVE (Lucia Raregroove)
- The Prince of Tennis (Gakuto Mukahi)

2002
- Ai Yori Aoshi (Kaoru Hanabishi)
- Get Backers (Kazuki Fuuchouin)
- Gundam Seed (Kira Yamato)
- Mirmo! (Kaoru Matsutake)
- Naruto (Yashamaru)
- Onegai Teacher (Kei Kusanagi)
- Samurai Deeper Kyo (Akira)
- Tokyo Underground (Ginnōsuke Isuzu)

2003
- .hack//Legend of the Twilight (Reki)
- Ai Yori Aoshi Enishi (Kaoru Hanabishi)
- Onegai Twins (Kei Kusanagi)
- Planetes (Kyutaro Hoshino)

2004
- Gundam Seed Destiny (Kira Yamato)
- Tactics (Sugino)
- Tenjo Tenge (Sōichirō Nagi)

2005
- Märchen Awakens Romance (Alviss)
- Law of Ueki (Seiichirou Sano)
- Xenosaga THE ANIMATION (Chaos)

2006
- Digimon Data Squad (Masaru Daimon)
- Higurashi no Naku Koro ni (Keiichi Maebara)
- Princess Princess (Akira Sakamoto)
- Bokurano (Masaru Kodaka)
- Higurashi no Naku Koro Ni Kai (Keiichi Maebara)
- Code Geass: Lelouch of the Rebellion R2 (Gino Weinberg)

2007
- Bokurano (Masaru Kodaka)
- Macross Frontier (Brera Sterne)

2008
- Tytania (Bal'ami Tytania)

2008
- Vampire Knight (Senri Shiki)

2009
- Sengoku Basara (Sanada Yukimura)
- Sora no Otoshimono (Tomoki Sakurai)

2010
- Bakugan Battle Brawlers: New Vestroia (Prince Hydron)
- Fesseln des Verrats (Yuki Sakurai/Giō)
- Harukanaru Toki no Naka de 3: Owari Naki Unmei (Taira no Atsumori)
- Nurarihyon no Mago (Mezumaru)

2012
- Chūnibyō Demo Koi ga Shitai! (Makoto Isshiki)

2014
- Broken Blade (Rygart Arrow)
- Mekakucity Actors (Kōsuke Seto)

2015
- One Punch Man (Inazumax)

2016
- D.Gray-man (Wisely)
- Cute High Earth Defense Club Love! (Tsukuna Ōuso)
- Rewrite (Midou)

### OVA
- .hack//Liminality (Makino)
- My-Otome 0~S.ifr~ (Shiro)
- In a Distant Time – Der Traum der Hortensie (Eisen)
- In a Distant Time – Priesterin des weißen Drachens (Minamoto no Motomi)

### Anime-Filme
- Babar, König der Elefanten (Arthur)
- Crayon Shin-chan Adventure in Hender Land (Gōman)
- Doraemon Nobita no Taiyōō Densetsu (Kakao)
- Kara no Kyoukai: 2-Murder Speculation (Part 1) (Lio Shirazumi)
- Naruto Shippūden 3: Inheritors of the Will of Fire (Hiruko)
- Kara no Kyoukai: 7-Murder Speculation (Part 2) (Lio Shirazumi)

### Computerspiele
- Bartz Klauser (Dissidia: Final Fantasy)
- Calintz (Magna Carta)
- Camus (Gin'yū Mokushiroku Meine Liebe)
- Canard Pars (Gundam SEED Astray)
- Chaos (Xenosaga series)
- Enrique (Skies of Arcadia)
- Fayt Leingod (Star Ocean: Till the End of Time)
- Homare Kanakubo (Starry Sky in Summer)
- Keele Zeibel (Tales of Eternia)
- Raphael (Romancing SaGa -Minstrel Song-)
- Ryu (Super Puzzle Fighter II Turbo)

### Hörspiele
- Akira (Samurai Deeper Kyo)
- Akira Shiraishi (Ai o Utau yori Ore ni Oborero; Blaue Rosen)
- Ashiru (Ruri No Kaze Ni Hana Ha Nagareru)
- Chrome Takagi(Chrome Breaker)
- Daisuke Niwa (D.N.Angel WINK series)
- Hikaru Hitachiin (Ouran High School Host Club)
- Joshua Christopher (Chrono Crusade)
- Jun Ichinomiya (Cafe Kichijoji de)
- Jun Yamamoto (Special A)
- Keiichi Maebara (Higurashi no Naku Koro ni)
- Sai (Prime Minister)
- Senri Shiki (Vampire Knight)
- Soul Eater Evans (Soul Eater)

## Auszeichnungen
In der Seiyū-Kategorie des Anime Grand Prix, einem jährlich von dem japanischen Anime-Magazin Animage vergebenen Preis, wurde Hoshi von den Lesern achtmal in die Top Ten gewählt und belegte davon dreimal den ersten Platz. Bei den ersten Seiyū Awards war er in zwei Kategorien nominiert, der Preis für den besten Schauspieler ging jedoch an Jun Fukuyama, beste Nebendarsteller gewannen Akira Ishida und Kōki Miyata.
- 2002: Anime Grand Prix: 1. Platz in der Seiyū-Kategorie[1]
- 2005: Anime Grand Prix: 1. Platz in der Seiyū-Kategorie[2]
- 2006: Anime Grand Prix: 1. Platz in der Seiyū-Kategorie
- 2007: Seiyū Awards

1. Nominierung als Bester Schauspieler für Keiichi Maebara in Higurashi no Naku Koro ni
2. Nominierung als Bester Nebendarsteller für Kira Yamato in Mobile Suit Gundam Seed Destiny